# Масаны (Чернигов)
Масаны (укр. Масани) — исторически сложившаяся местность (район) Чернигова, расположена на территории Новозаводского административного района. Село было подчинено Котовскому сельсовету.

## История
Село Масаны (Sioło massarÿ) возникло перед 1638 годом — период основания ряда сёл оседлыми казаками черниговского старосты Мартына Калыновского, в этом же году упоминается в подымном реестре — 13 «дымов». Согласно изданию «Чернігівщина: Енциклопедичний довідник», село возникло в 1-й половине 18 века. 
В XIX веке село Масаны было в составе Холявинской волости Черниговского уезда Черниговской губернии. В 1886 году в бывшем государственном селе Холявинской волости проживало 226 человек, насчитывалось 46 придомовых хозяйств, была православная церковь, постоялый дом, 2 водяные мельницы. В 1896 году была основана первая школа.
Ю. Виноградский производит название села от фамилии Масан Также бурмистр черниговский Илья Юрьевич Масановец (1660, 1666) мог быть сыном Юрия Масана, возможного основателя поселения. «Разстояніемъ отъ Котовъ въ 1, отъ Чернигова въ 7 верстахъ; положеніе имѣетъ на ровномъ мѣстѣ, въ чистыхъ поляхъ, по правой сторонѣ столбовой изъ Чернигова на Любечъ дорогѣ».
Весной 1943 году вследствие партизанских диверсий фашисты начали карательные операции против мирных жителей села Масаны. Наряду с многими другими сёлами, село почти полностью было уничтожено. В послевоенные годы село было отстроено. 
Согласно справочнику «Українська РСР. Административно-теріторіальний поділ на 01 вересня 1946 року» село числилось в составе Котовского сельсовета, затем согласно справочнику «Українська РСР. Административно-теріторіальний поділ на 01 січня 1972 року» село числилось в составе Котовского сельсовета (также входили Деснянка, Забаровка).
В декабре 1973 году село Масаны (с населением 640 человек) Черниговского района было включено в состав города, в период расширения сети газопроводов и телефонных линий. На 1973 год в селе проживало 640 человек. 
В 1985 году деревянную церковь Рождества Богородицы снесли, которая в период 1950—1985 года служила зернохранилищем. На месте прежнего храма был заложен фундамент новой церкви Рождества Богородицы (Масановская улица, дом № 44 А): в октябре 2010 года архиепископ Черниговский и Новгород-Северский Амвросий освятил закладной камень храма Рождества Богородицы.
В 1980-е годы было 6 улиц, застроенных индивидуальными домами, начальная школа (сейчас отсутствует), отделение связи (Элеваторная, дом № 2 Б), комбинат хлебопродуктов № 2 (Элеваторная, дом № 1).

## География
Масаны расположена в северо-западной периферийной части Чернигова — западнее ж/д линии Чернигов—Добрянка, севернее улицы Подводника Китицина и до административной границы Черниговского горсовета с Черниговским районом. Застройка Масанов усадебная, незначительный участок — многоэтажная и малоэтажная жилая (западнее перекрёстка улиц Элеваторная и Любечская с Подводника Китицина). На севере примыкает поле (Черниговский район), юго-востоке — улица Подводника Китицина и промзона (Хлебокомбинат), СТО, северо-востоке — промзона (базы снабжения), западе — лес и поле (Черниговский район). Северо-западная часть Масанов расположена за городской чертой — севернее Трудовой и западнее Элеваторной — улицы Забаровская, Новая, Садовая, переулки Забаровский, Степной. На северной окраине села берёт начало ручей, впадающий в реку Белоус, с несколькими прудами. Отсутствует сеть централизованной канализации в усадебной застройке.
Предприятия расположены по улицам Апрельской и Подводника Китицина.
По улице Трудовая между домами №№ 19 и 19А расположен памятник истории местного значения «Братская могила 3 советских воинов, которые погибли при обороне села в 1941 году и жертв фашизма, сожженных фашистами в марте 1943 года» (1941-1943, 1966) с охранным №2114, с охранной зоной. В долине ручья на северной окраине Масанов (севернее улицы Ивана Молявки) расположен памятник археологии местного значения Поселение «Масаны-1» (частично расположен на территории Черниговского района) с охранным №2895.
|                                  |                              | |                                            |
| улица Владимира Емца (Земнухова) | Церковь Рождества Богородицы | памятник истории Братская могила 3 советских воинов, которые погибли при обороне села в 1941 году и жертв фашизма, сожженных фашистами в марте 1943 года | пруд безымянного ручья (Масановская улица) |

### Улицы
После вхождения Масанов в черту города Чернигова улицы для упорядочивания наименований были переименованы, например, Новая на Земнухова, Котовского на Ярослава Галана (сейчас Масановская), Ворошилова на Фурманова (сейчас Ивана Молявки).
Апрельская, Владимира Емца (Земнухова), Ивана Молявки, Масановская, Пограничников (Подводника Китицына), Трудовая, Элеваторная; переулки: Ивана Молявки и Масановский.

## Социальная сфера
Есть магазины, отделение почты №26.

## Транспорт
1. Троллейбус: нет
2. Автобус: маршруты 29 — по улице "Квітнева"